# Céu

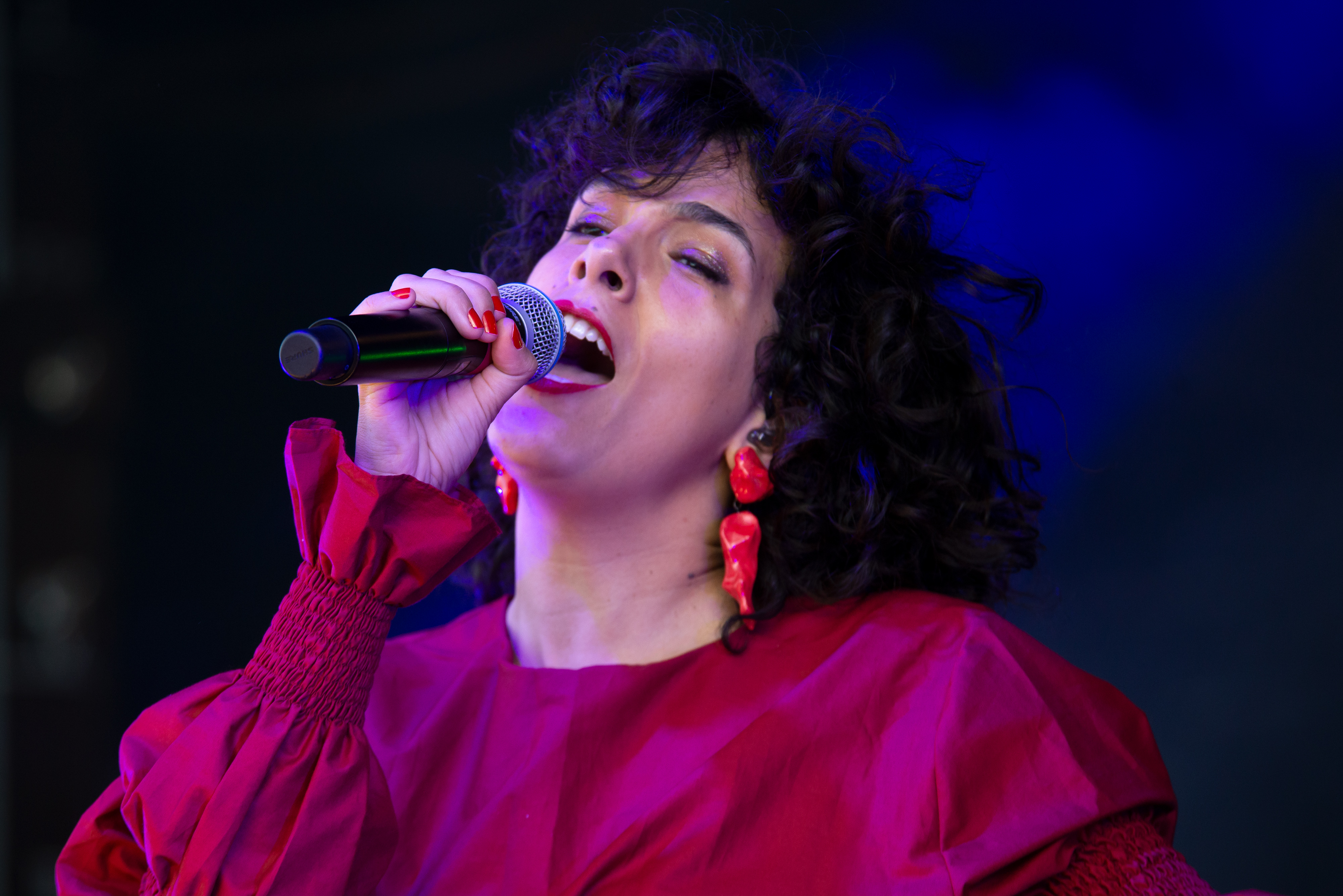
Céu in Saint-Nazaire 2019

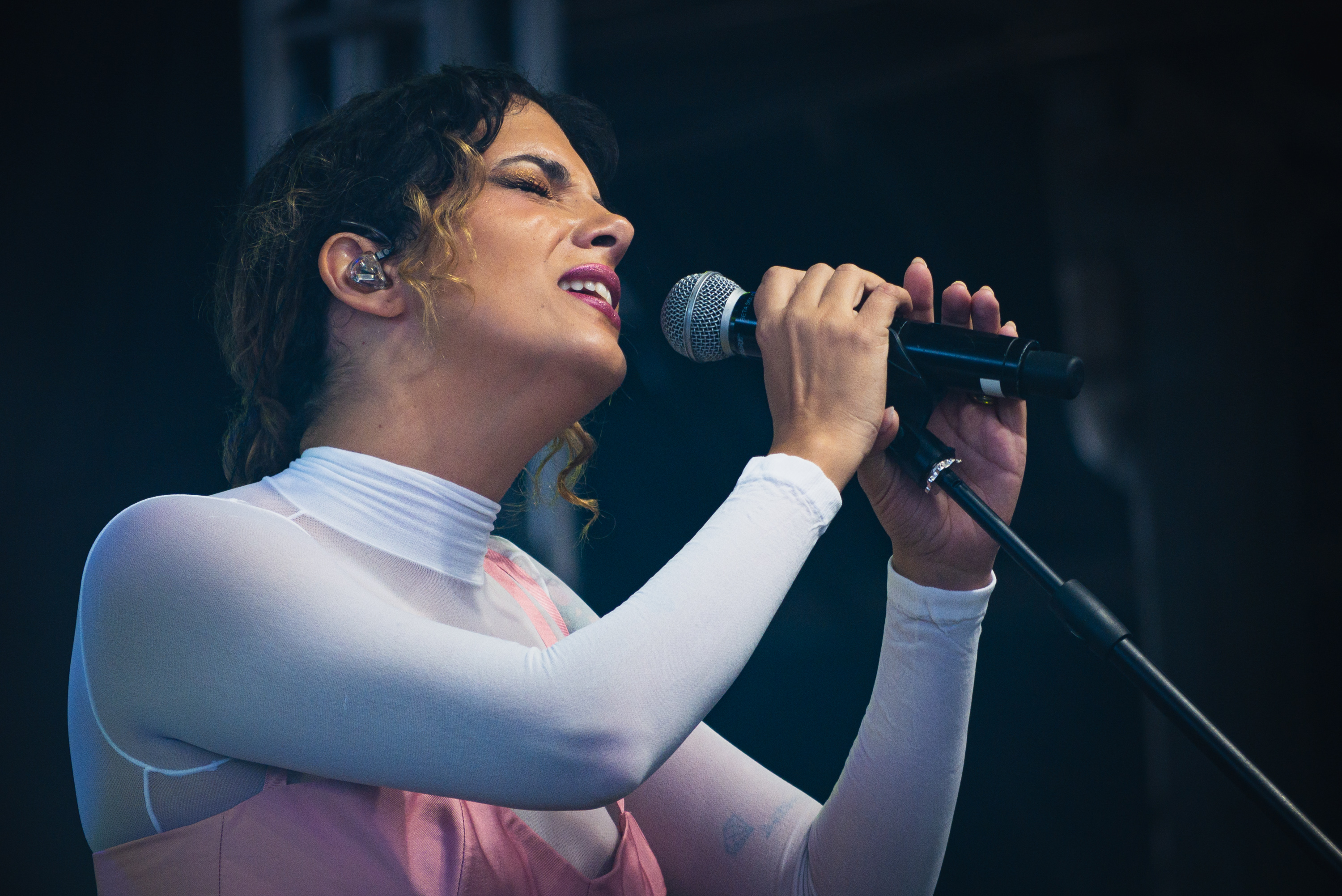
Céu (2022)

Céu (* 17. April 1980 in São Paulo, Brasilien, geboren als Maria do Céu Whitaker Poças) ist eine brasilianische Sängerin und Songwriterin.

## Leben
Céu stammt aus einer musikalischen Familie, ihr Vater ist von Beruf selbst Musiklehrer, Komponist und Musikwissenschaftler. Von ihm lernte sie die Wertschätzung der brasilianischen modernen Klassiker, insbesondere Heitor Villa-Lobos, Ernesto Nazaré und Orlando Silva. Mit fünfzehn Jahren entschied sie sich gegen das College, studierte stattdessen Musiktheorie und die Violão, die brasilianische Konzertgitarre.
Ihr nach ihr selbst benanntes Debüt-Album Céu kam 2005 auf dem lokalen Indie-Label Urban Jungle in São Paulo heraus. Es hatte auf Weltmusik-Kanälen weltweit Erfolg. Das bekannte französische Magazin Les Inrockuptibles wählte sie in die Top 5 der musikalische Neuerscheinungen 2005. In den USA reichte es zu einer Latin Grammy Nominierung als „Best new artist“ 2006. Sie bekam daraufhin Angebote von US-Majorlabels, ihr Albumdebüt auch auf dem US-Markt herauszubringen. Céu entschied sich bewusst für das kleine Independent-Label Six Degrees Records, das ihr größtmögliche künstlerische Freiheit bot. Im April 2007 kam das Album dann in einer Kooperation mit der Kaffeehauskette Starbucks heraus. Es erreichte Platz 69 der Billboard 200 und Platz 4 unter den Top Independent Albums. In Kanada kam es auf Rang 32 der Popmusik-Album-Charts. Céu hat außer in Nord- und Südamerika Plattenverträge und Bekanntheit in Westeuropa und Japan erreicht.
Der Reggae-nahe Song „Malemolência“ war auf dem Soundtrack der brasilianischen TV-Serie Cidade dos Homens (nach dem Kinofilm City of God) von TV Globo network zu hören.
Die Produktion Céu: CéU wurde in Deutschland von der Jury des Preises der deutschen Schallplattenkritik mit dem Jahrespreis 2008 ausgezeichnet. Zwischen 2006 und 2011 wurden ihre Songs/Kompositionen als Soundtracks in insgesamt sieben brasilianischen Fernsehserien eingesetzt.
Mit dem Konzeptalbum Caravana Sereia Bloom hat Céu 2012 einen Stilmix aus „lateinamerikanischen Einflüssen, Neo-Soul, Surf-Rock und Dub“ vorgelegt. Der Musikkritiker Martin Risel spricht von „psychedelischen Low-Fi-Sounds“, die viele gängige Klischees vom Samba brächen und doch in der Tropicalismo-Tradition der 60er Jahre stünden.

## Musik und Texte

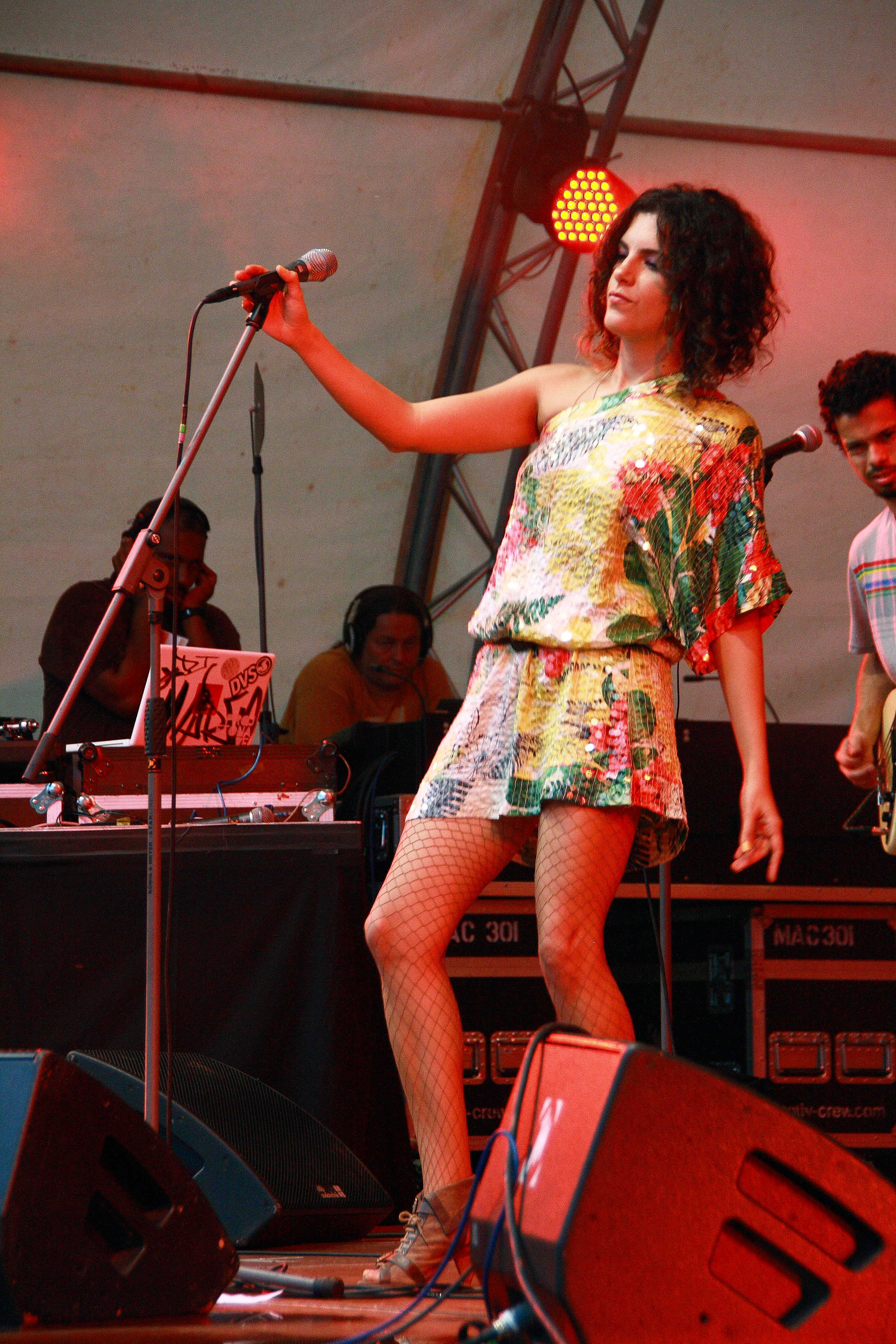
Céu beim TFF.Rudolstadt 2010

Ihre Stücke verschmelzen Einflüsse aus Samba, Choro, Soul, Rhythm and Blues, Hip-Hop, Afrobeat und Electropop. Im Interview mit der Nachrichtenagentur Reuters gab sie an, eine besondere Nähe zum „Samba de raíz“, dem ursprünglichen Samba, US-Jazz- und Soul-Sängerinnen und zum „Brega“, einer neueren Strömung der brasilianischen Musik, zu haben.

## Auszeichnungen (Auswahl)
- Preis der Deutschen Schallplattenkritik: Jahrespreis 2008
- Latin Grammy: Nominierung als “Best new artist” 2006[8]
- Top 5 der musikalische Neuerscheinungen 2005 beim französischen Magazin Les Inrockuptibles
- Latin Grammy: Bestes Popalbum in portugiesischer Sprache 2016 sowie 2020

## Diskografie (nur Alben)
- 2005: CéU (Europa: Oplus Music 2005; USA: Six Degrees 2006)
- 2009: Vagarosa (Six Degrees)
- 2012: Caravana Sereia Bloom (Six Degrees / Exil Musik)
- 2015: Live (Six Degrees)
- 2016: Tropix (Six Degrees)
- 2019: APKÁ!
- 2021: Acústico
- 2021: Um Gosto de Sol (→ Interpretationen von Songs anderer Künstler/-innen)
- 2024: Novela

## Trivia
- Céu bedeutet „Himmel“ auf Portugiesisch.
- Ihr auch als Single ausgekoppelter Song „Malemolência“ wurde für die FIFA 08 lizenziert.